# Acanthomyrmex ferox
Acanthomyrmex ferox är en myrart som beskrevs av Carlo Emery 1893. Acanthomyrmex ferox ingår i släktet Acanthomyrmex och familjen myror. Inga underarter finns listade i Catalogue of Life.

## Bildgalleri

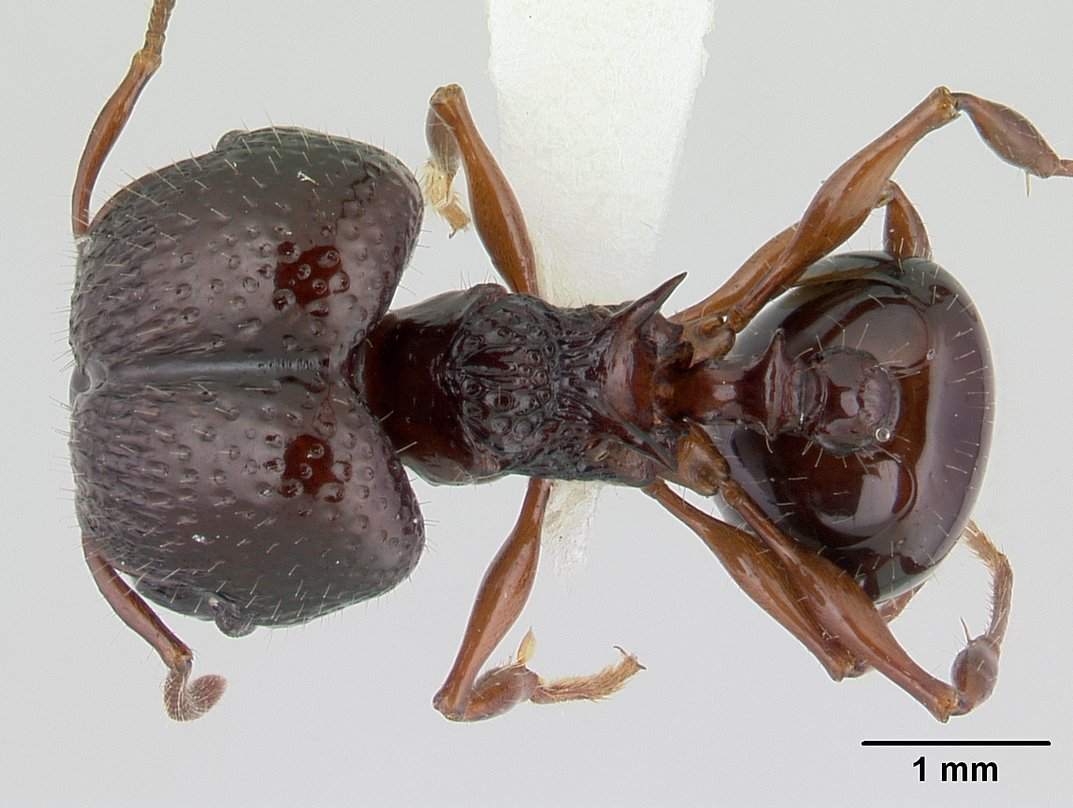
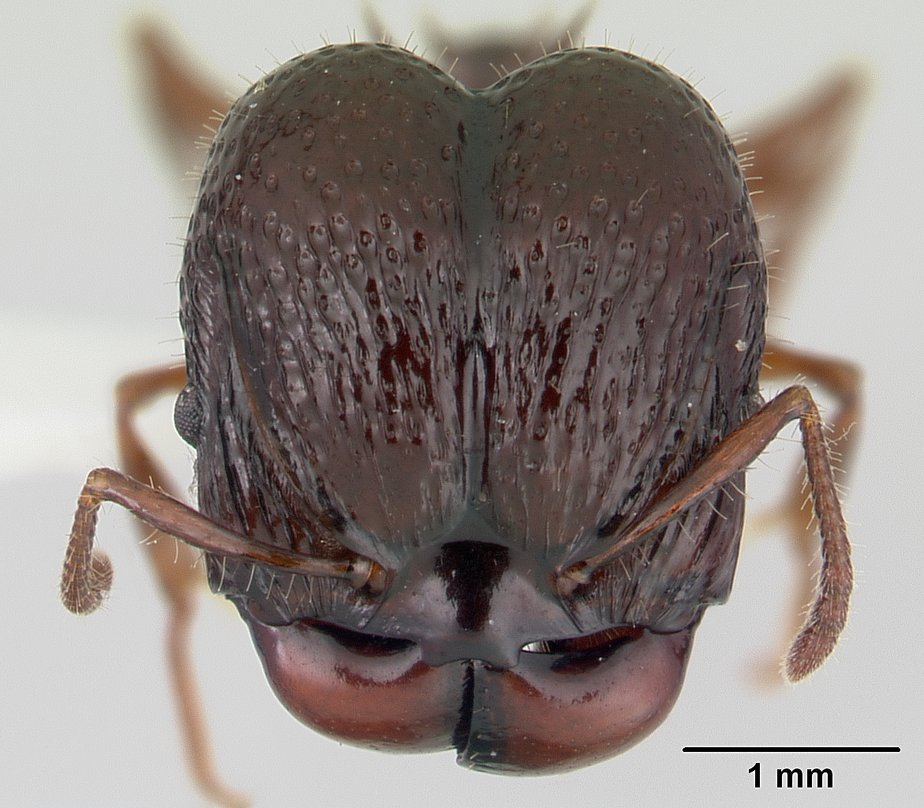
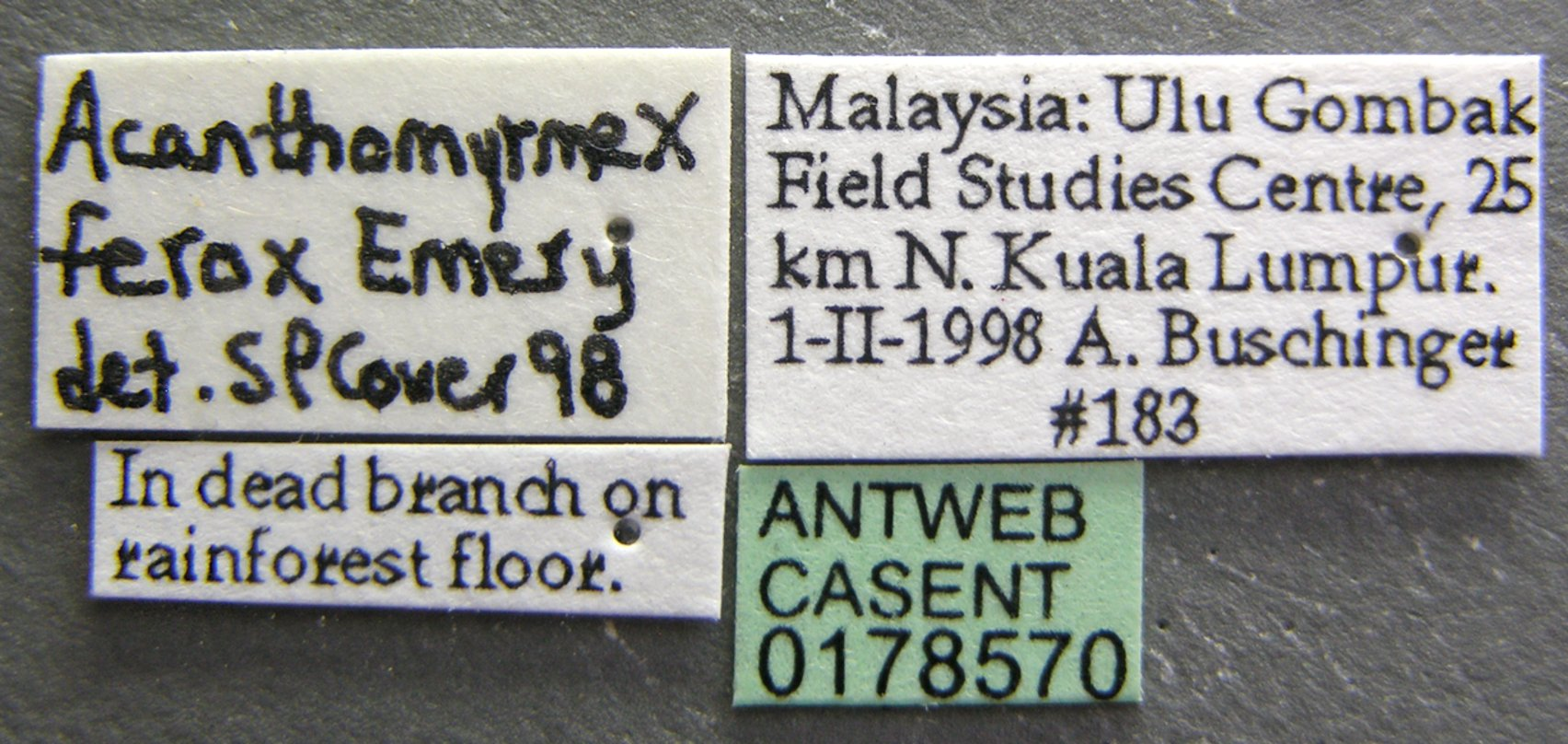
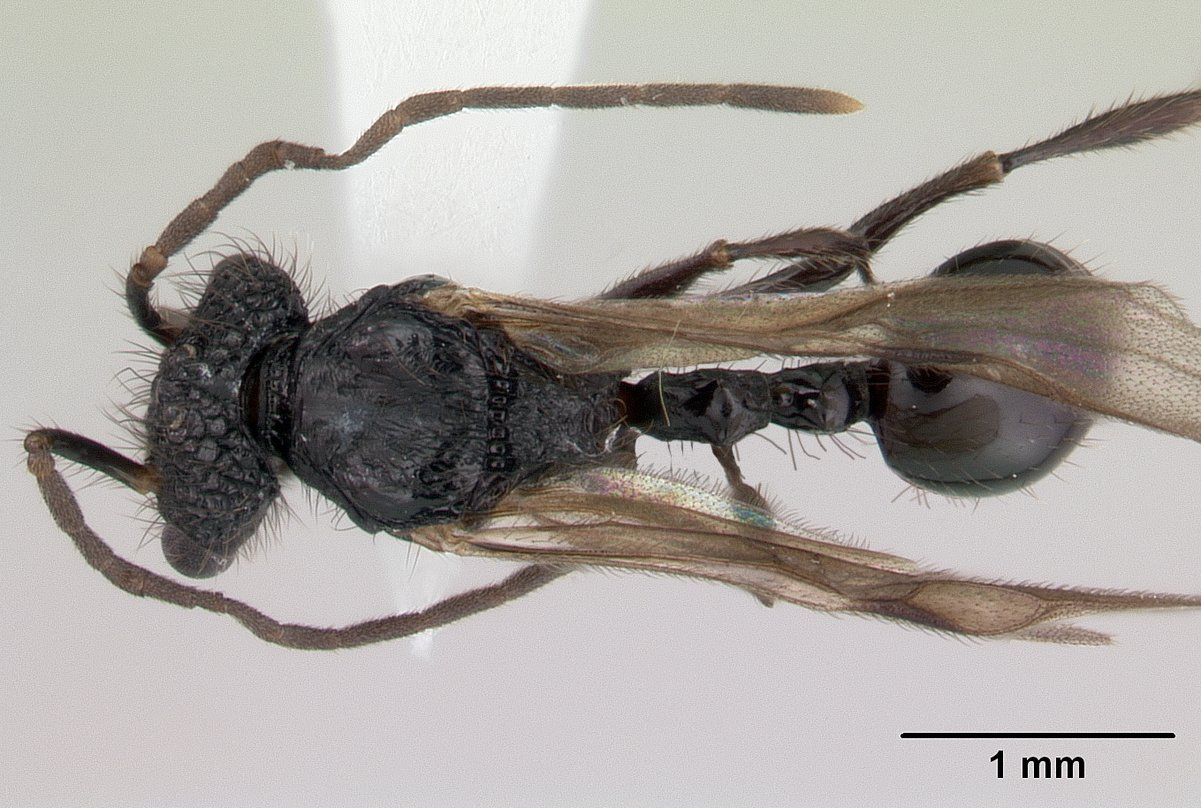
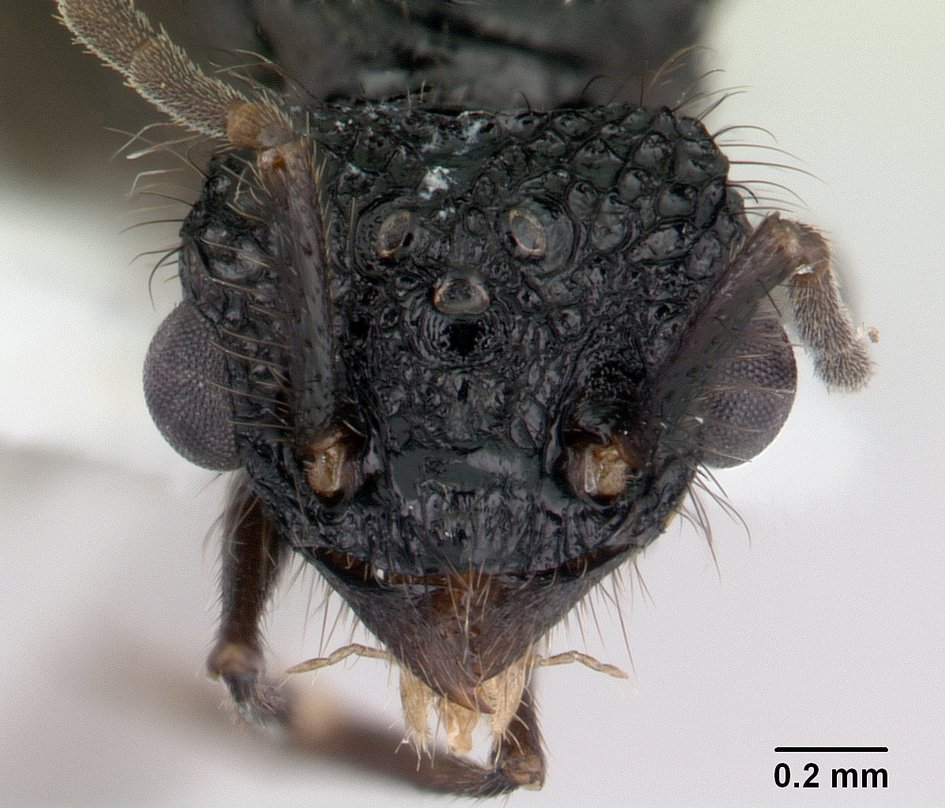